# Rocca di Caldè
La Rocca di Caldè, anticamente conosciuta come Rocca di Travaglia o Travallia, è un fortilizio difensivo eretto a Caldè, località nel comune di Castelveccana.

## Storia
Notizie della Rocca si hanno a partire dal X secolo quando, a seguito delle lotte dinastiche tra Berengario d'Ivrea e Ottone I di Sassonia per il trono d'Italia, essa fu donata da Ottone all'arcivescovo di Milano Valperto. Da allora appartenne alla chiesa ambrosiana come bene arcivescovile. Dal XIII al XV secolo membri della nobile famiglia Sessa ne furono investiti in qualità di vassalli arcivescovili.
Oggi ne rimangono solo alcuni resti, tra i quali alcune parti del muro di recinzione e un antico fossato di protezione. Nel luogo dove prima si innalzava il castello è presente una torre faro come monumento ai caduti di tutte le guerre. Da qualche anno è stato costituito il nuovo Parco della Rocca di Caldè che ha ristrutturato la prima parte delle fornaci della Rocca di Travaglia. All'interno del parco è stata recuperata una cappella dedicata a san Genesio.